# غيرهارد بيرغر
غيرهارد بيرغر (بالألمانية: Gerhard Berger)‏ مواليد 27 أغسطس 1959 في النمسا، هو سائق فورملا 1 نمساوي بدأ مسيرته الاحترافية سنة 1984. كان أول سباق له هو جائزة النمسا الكبرى 1984، حقق أول فوز له في جائزة المكسيك الكبرى 1986. خاض خلال مسيرته 210 سباقاً فاز في 10 منها.

## سباقات شارك فيها
- بطولة العالم للسيارات الرياضية

## بطولات حققها
- جائزة المكسيك الكبرى 1986
- جائزة ألمانيا الكبرى 1997

## روابط خارجية
- غيرهارد بيرغر على موقع IMDb (الإنجليزية)
- غيرهارد بيرغر على موقع ميوزك برينز (الإنجليزية)
- غيرهارد بيرغر على موقع قاعدة بيانات الفيلم (الإنجليزية)
- غيرهارد بيرغر على موقع Racing-Reference.info (الإنجليزية)
- غيرهارد بيرغر على موقع DriverDB.com (الإنجليزية)